# ChatSecure
ChatSecure - XMPP-клиент для iOS, который позволяет использовать OTR и   OMEMO  шифрование. ChatSecure - бесплатное программное обеспечение с открытым исходным кодом, доступное по лицензии GNU General Public License. ChatSecure имеет встроенную поддержку анонимной связи через сети TOR.
ChatSecure использовался известными личностями, правительствами и предприятиями

## История
ChatSecure был создан в 2011 году и был первым приложением iOS с поддержкой шифрования OTR. В 2012 году ChatSecure создал партнерство с The Guardian Project, разработчика Orbot, версии TOR маршрутизатора для Андроид. Приложение Gibberbot было переименовано в «ChatSecure Android»
В конце 2016 года закончилась поддержка версии на Андроид. Разработчики предложили пользователям перейти на мессенджер Conversations.  Позже на кодовой базе «ChatSecure Android» был выпущен мессенджер «Zom», с меньшим акцентом на анонимности.  ChatSecure для iOS остается в активной разработке и не подвержен влиянию этого изменения

## Отзывы
В ноябре 2014 года связка «ChatSecure + Orbot» получили  одобрение в качестве «Защищенной системы обмена сообщениями» от Electronic Frontier Foundation. EFF оценил ChatSecure как отличное приложение в котором провайдер не может получить доступ к переписки, пользователи самостоятельно могут сверить шифрования и убедится в идентичности ключей. Так же положительную оценку ChatSecure получил за защиту прошлых сообщений, если ключи будут украдены старую переписку будет не возможно расшифровать (прямая секретность), за открытость исходного кода  для независимого просмотра,  хорошую документацию и наличие недавнего независимого аудит безопасности.